# Cryptographis albicincta
Cryptographis albicincta là một loài bướm đêm trong họ Crambidae.